# 657 Gunlöd
657 Gunlöd eller 1908 BV är en asteroid upptäckt 23 januari 1908 av den tyske astronomen August Kopff i Heidelberg. Asteroiden har fått sitt namn efter jättinnan Gunnlöd, Suttungs dotter, som vaktade det heliga mjödet inom nordisk mytologi.
Ockultationer har observerats vid flera tillfällen.